# Clinton Thomas Dent

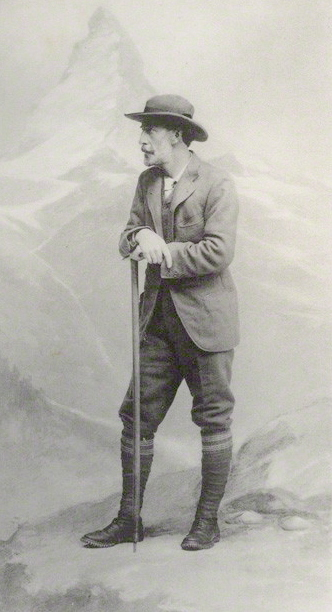
Clinton Thomas Dent

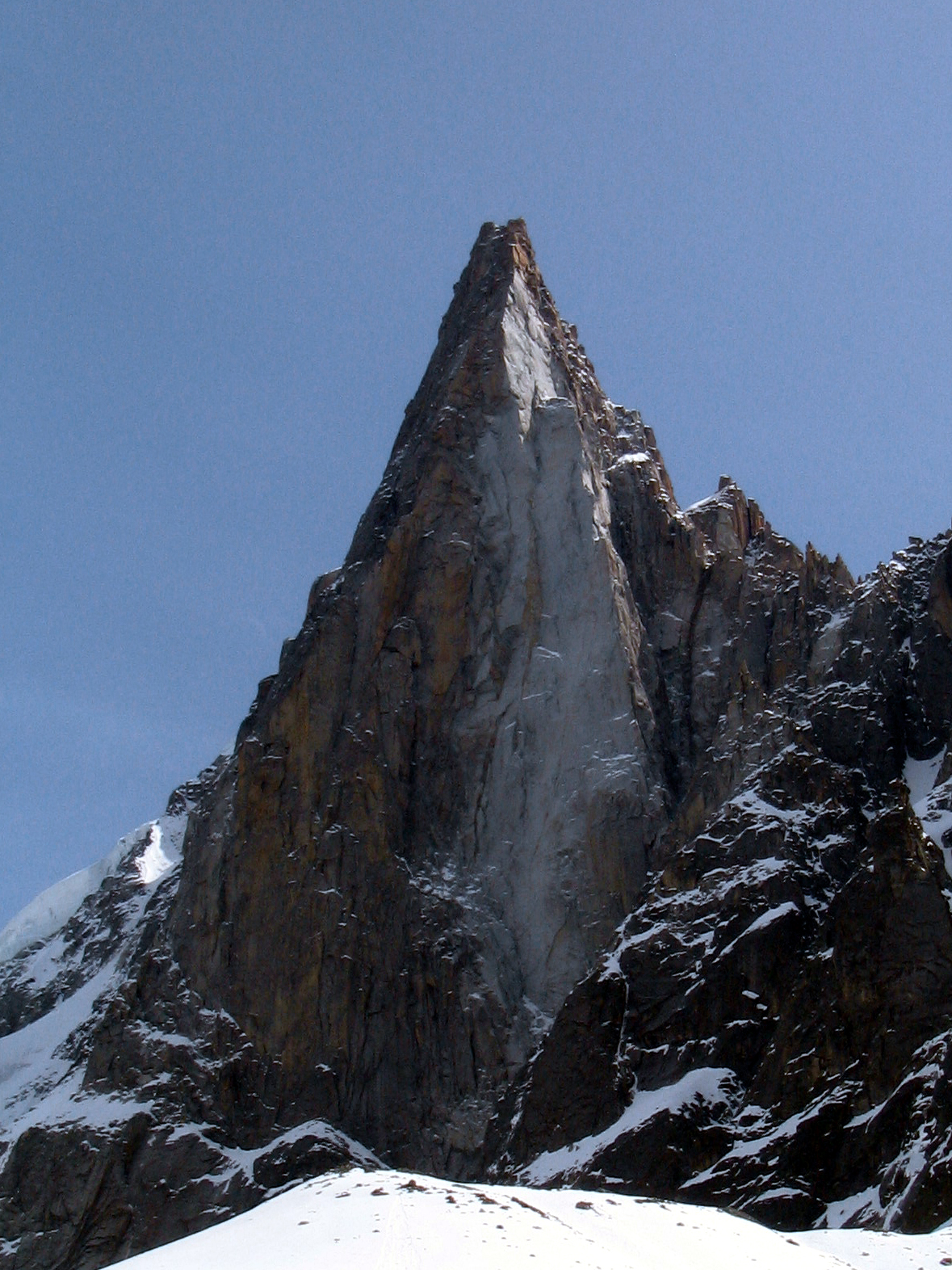
La Aiguille du Dru.

Clinton Thomas Dent FRCS (7 de diciembre de 1850 – 26 de agosto de 1912) fue un cirujano, escritor y montañero inglés.

## Primeros años
El cuarto hijo superviviente de Thomas Dent, fue educado en Eton College y Trinity College, Cambridge.

## Alpinismo
Junto con Albert Mummery, Dent fue uno de los más destacados escaladores británicos que intentaron las pocas montañas que quedaban sin subir en los Alpes en el período conocido como Edad de Plata del alpinismo. Como alpinista, Dent fue muy diferente de Mummery:

«[Él] carecía del toque feroz del otro, ni se rindió a la llamada de las montañas con el entusiasmo de Mummery. Las expediciones de Dent tenían una perfección clásica casi austera... Mientras que la carrera alpina de Mummery difícilmente se encontró ninguna hostilidad de las montañas hasta el final, Dent tuvo que librar una larga y prolongada guerra contra su mayor conquista, el Dru».

Las primeras ascensiones de Dent en los Alpes incluyeron la Lenzspitze (4.294 m) en los Alpes Peninos en agosto de 1870, con Alexander Burgener y un porteador, Franz Burgener (acerca del que Dent escribió «sus poderes de conversación fueron limitados por la extraña práctica de llevar pesados paquetes en su boca»)., y la Portjengrat (Pizzo d'Andollo, 3.654 m) por encima del valle de Saas-Fee en 1871. El 5 de septiembre de 1872 las partidas combinadas de Dent y el guía Alexander Burgener, con George Augustus Passingham, y sus guías Ferdinand Imseng y Franz Andermatten, hicieron el primer ascenso de la arista sudeste del Zinalrothorn (4.221 m); esta es la actual vía normal de la montaña.
Entonces volvió su atención a la Aiguille du Dru (3.754 m), un inclinado pico de granito en el macizo del Mont Blanc que había sido ignorado por la primera generación de alpinistas cuyas ambiciones se habían centrado más en las montañas más altas. Tras 18 intentos fallidos con una larga serie de guías y compañeros (durante los que usó escaleras para sobreponerse a las dificultades), Dent al final hizo la primera ascensión de la Grande Aiguille du Dru (la más alta de las dos cumbres de las montañas) el 12 de septiembre de 1878, con James Walker Hartley y los guías Alexander Burgener y Kaspar Maurer. Escribió sobre el Dru:

«Aquellos que nos sigan, y yo creo que serán muchos, quizá estén contentos de unas pequeñas pistas sobre este pico. En su conjunto, permite la escalada en roca más continuamente interesante con la que he topado. No hay pesada trampa sobre la morrena, no hay grandes extensiones de campos de nieve que atravesar. Durmiendo al aire libre como hicimos nosotros, sería posible ascender y volver a Chamonix en alrededor de 16 a 18 horas. Pero la montaña nunca es segura cuando la nieve está sobre la roca, y en esa época las piedras caen libremente couloir abajo llevando hasta la cabecera del glaciar. El mejor tiempo para la escalada sería, en temporadas normales, en el mes de agosto. Las rocas son firmes y peculiarmente diferentes a las de otras montañas. Desde el momento en que abandonas el glaciar, comienza la escalada dura, y tanto las manos como los pies son empleados continuamente. Las dificultades se incrementan por lo tanto enormemente si las rocas están vidriosas o frías; y con mal tiempo los peñascos del Dru serían un lugar tan bello para un accidente como puede imaginarse.»

Junto con alpinistas británicos como Mummery, A. W. Moore y D. W. Freshfield, Dent se vio implicado en la actividad pionera de escalada en el Cáucaso, donde él hizo la primera ascensión de Gestola (4.860 m) con W. F. Donkin en 1886.
Dent, que fue Presidente del Alpine Club desde 1886 hasta 1889, puede haber sido la primera persona en haber escrito – en su libro Above the Snow Line (1885) – que un ascenso del monte Everest era posible. Según Geoffrey Winthrop Young, «A menudo se le cita diciendo que los Alpes estaban agotados ya en los años ochenta, y una vez me escribió una advertencia amistosa para no intentar nuevas vías alpinas, "pues no queda realmente nada por lo que merezca la pena arriesgarse"». También intervino en el establecimiento de la señal de alarma alpina en 1894.
En Who's Who 1912, Dent llamó a sus recreaciones como "montañismo y viaje, o cualquier forma de ejercicio duro; coleccionismo de arte; fotografía".

## Carrera médica
Dent fue un Cirujano Senior bien conocido en la escuela de medicina St George's Hospital, Londres, Cirujano Consulting en el Hospital Belgrave para Niños, Cirujano Jefe en la Policía Metropolitana de Londres desde 1904, y un Fellow del Royal College of Surgeons. La Universidad de Cambridge le concedió el grado honorario de MCh. Escribió ampliamente, y sus publicaciones incluyen estudios de insania post-quirúrgica y cirugía cardíaca, y un relato de los heridos en la Guerra de Transvaal, donde había sido colocado como corresponsal del British Medical Journal. Tambvién tuvo un interés especial en dermatología.

## Muerte
Dent murió a la edad de 61 años después de un 'ataque misterioso de envenenamiento de la sangre'. Hay una tablilla en su memoria en la Cabaña Britannia por encima de Saas-Fee.